# Henry W. Goldney
Henry W. Goldney, britanski general, * 1885, † 1972.